# Friedrich Matz
Friedrich Matz (Lubecca, 13 ottobre 1843 – Berlino, 30 dicembre 1874) è stato un archeologo tedesco.

## Biografia
Dal 1863 studiò filologia e archeologia presso l'Università di Bonn dove fu allievo di Otto Jahn. Nel 1867 ricevette la sua laurea grazie alla sua tesi su Filostrato, intitolata De Philostratorum in imaginibus describedendis prius fide champion. Più tardi, fece un viaggio di studio in Grecia e in Italia, durante il cui condusse studi approfonditi di antichi sarcofagi. Nel 1870 fu commissionato dalla direzione centrale dell'Istituto archeologico germanico per creare un elenco di sarcofagi antichi. Nello stesso anno, conseguì una seconda laurea presso l'Università di Gottinga.
In altre ricerche, esaminò statue antiche in Inghilterra e in Francia, e esaminò una collezione di antichi manoscritti appartenenti al Duca di Coburgo-Gotha. Nel 1873 divenne professore associato presso l'Università di Halle e, nel corso dell'anno successivo, si trasferì presso l'Università di Berlino. Morì a Berlino il 30 dicembre 1874, all'età di soli 31 anni.

## Opere principali
- Sarcofaghi con rappresentanze del mito di Meleagro, 1869.
- Sui sarcofaghi con rappresentanze delle dodici fatiche di Ercole, 1869.
- H. Brunns zweite Vertheidigung der Philostratischen Gemälde, 1870.
- Statua di Donna Sedente del Palazzo Barberini, 1871.
- Der Parthenon herausgegeben von Adolf Michaelis, 1871.
- Über eine dem Herzog von Coburg-Gotha gehörige Sammlung alter Handzeichnungen nach Antiken, 1871.
- Mittheilungen über Sammlungen älterer Handzeichnungen nach Antiken, 1872.
- Antike bildwerke in Rom, mit ausschluss der grösseren sammlungen (con Friedrich von Duhn; 3 volumi, 1881–82).[3][4]